# 胡璉
胡璉（1907年11月16日—1977年6月22日），字伯玉，男，陝西華縣（今渭南市华州区）人，中華民國陸軍一級上將，曾任中華民國駐越南共和國特命全權大使。 黃埔軍校第四期畢業，屬於蔣中正軍事上之嫡系，也屬於陳誠土木系。 國民政府統治中國大陸後期著名將領。於金防部任司令官時期，帶領官兵造林、築水庫、鋪路、建校、改革農食，是金門現代化的重要推手。
胡璉自軍校畢業後，經歷國民革命軍第20師第2補充團第1營第3連連附、第20師第2補充團第1營第3連連長、第9軍第21旅第61團第2營第6連中尉排長、第46軍新編第6師第2團第5連連長，以及國軍陸軍第11師第31旅第61團第3營第10連連長、第11師第31旅第61團第3營營附、第11師第31旅第61團團附、第11師第31旅第61團第1營營長、第18軍特務營營長、第59師第175旅第350團團附、第18軍特務團團長、第11師第66團團長、第11師第33旅副旅長、第67師步兵第119旅旅長、第18軍第11師副師長、第70軍第9預備師師長、第11師師長、第18軍副軍長、第18軍軍長、整編第11師師長、整編第18軍軍長、第12兵團副總司令、第2編練司令部司令官、第12兵團司令官、金門防衛司令部司令官、福建省政府主席、第1軍團司令官、金門戰地政務委員會主任委員、陸軍總司令部副總司令、中華民國駐越南全權大使各主要官職，參與第一次國共內戰、中原大戰、中國抗日戰爭及第二次國共內戰。與另一陝西籍國軍將領史恆豐同為華縣鄉黨，也參與古寧頭戰役與八二三砲戰，亦尚有陝西籍劉恩蔭。其生前最後的居住所位於臺灣新北市新店區安康路一段195巷12號，2019年4月10日被新北市政府以「新店胡璉將軍故居」登錄為歷史建築。

## 生平

### 大陸時期

#### 早年

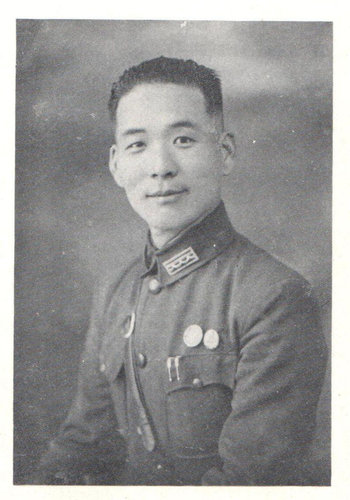
抗战期间的胡琏

1907年，胡璉出生於貧寒農家。父親胡景彥在鄉下務農，閒時做雇工，幫人料理農活糊口。母親王富女是大明鄉王堡子村一個貧農女兒。胡璉排行老二，上有長兄，下有小妹。胡璉雖然出身貧寒，但天資聰穎，又勤奮好學，在村裏讀私塾無人能比。1925年參加關中地區畢業會試，胡璉名列前茅，令人稱奇，同學們從此便以“子奇”來稱呼這個小同鄉。胡璉老師預言胡璉前途無量，並希望胡家即使傾家蕩產也要栽培這個老二。但胡家無力供養胡璉繼續求學。胡璉母親最初希望他去做個教書先生，胡璉以“家有五斗糧，不做猴兒王”，把母親頂了回去；想讓他經商學做生意，胡璉卻說自己天生不是做生意的料；最後，父母想讓胡璉投奔有錢人家做個管家，胡璉則不願做奴僕。於是胡氏夫婦做主，為胡璉聘一門親事。胡璉在父母一手包辦下，跟鄰村姑娘吳秀娃拜天地。
胡璉實際是鐵定要投軍，剛好馮玉祥在河南招兵買馬，胡璉便跑去參軍，在胡景翼
國民二軍馮子明部任文書。不久接到在廣州當醫生的親戚來信，勸胡璉到廣州投考黃埔軍校。但胡家窮得實在拿不出旅費，胡璉結髮妻子吳秀娃賣掉嫁妝，又提前賣了娘家青苗，終於籌足盤纏南下。胡璉離家前曾向吳氏發誓，將來發達一定要報答她。
1925年9月，胡璉來到廣州，成為黃埔四期學員。因為黃埔四期以後軍校生都未畢業，所以四期實際就是黃埔最後一屆。黃埔軍校畢業後，中華民國國民政府下令東征，東征右翼軍由建國粵軍軍長許崇智指揮，率粵軍第二師和由蔣中正校長指揮的校軍參戰，在國民革命軍東征，第一次東征時，校軍在淡水大捷和棉湖大捷中表現出色，從此黃埔軍校師生正式展開救國救民的豐功偉業，打敗陳炯明之後，國民政府成立，誓師北伐胡璉參加國民革命軍北伐。北伐後，胡璉所屬部隊被遣散，無處安身，當聽說陝西老鄉兼校友關麟徵當了團長，便趕往蚌埠投奔，被任為連長。後來，關麟徵所在的團併入陳誠的第十一師。其後，胡璉參加與馮玉祥部隊交火時，第十一師畏縮敗退，關鍵時刻胡璉拔出手槍，威嚇潰兵，他的連隊竟然守住陣地，讓陳誠對胡璉刮目相看，並提拔他做營長。陳誠升任第十八軍軍長後，想把胡璉調到第十四師任營長。胡璉向陳誠痛哭表達自己對第十一師的感情。陳誠非常感動，覺得胡璉是個重感情講義氣的人，從此對胡璉更加器重，把他當做自己心腹。不過胡璉沒去第十四師。1931年至1934年，胡璉曾跟隨陳誠參加對中共蘇區的第三、四、五次圍剿。

#### 淞滬會戰
1937年初，中日戰爭全面爆發，胡璉在陳誠任軍長的十八軍第十一師第六十六團開赴上海。在淞滬會戰中，胡璉率領的第六十六團奉命擔負防守上海北面羅店地區的任務。羅店位於長江南岸，地處太倉、嘉定和寶山三縣中間，戰略位置極為重要。日軍以羅店為突破口，不斷派飛機轟炸、大炮轟擊，再以坦克掩護步兵衝鋒。中國主力部隊傷亡慘重，很多部隊上陣不到一小時就被打殘了，戰事異常慘烈，18军67师师长李树森身负重伤，201旅少将旅长蔡炳炎壯烈牺牲。胡璉組織敢死隊綁著集束炸彈炸日軍坦克，多次和日軍進行肉搏，一晝夜打退日軍餘次進攻，雙方皆傷亡惨重。隨著戰事的失利，胡璉和第六十六團撤出羅店，離開上海。淞滬會戰後，胡璉升任第六十七師第一九九旅旅長。

#### 石牌保衛戰
1943年5月，日本軍發動鄂西攻勢，意圖奪取四川門戶石牌要塞、溯江而上、進窺巴蜀，:3摧破抗戰根據地，結束對華戰爭。胡璉當時任國民革命軍第十一師師長，率領所部扼守石牌要塞核心陣地。:4胡璉下嚴厲命令，並親自督同全體官兵，晝夜不分鑿山構工。:15也請准上級，派若干工兵和石工（民），前來幫助。:15
由於各線友軍失利轉進，敵軍逐漸逼近石牌，第十一師處於孤軍奮戰境地，浴血苦戰，從5月26日起，一直到打到5月31日。:4日軍屍滿山谷，乃於5月31日夜間，曳尾而退。:4胡璉奉頒青天白日勳章。:19

#### 南麻戰役
胡璉指挥的国民革命军第十八军（解放军稱為國軍五大主力之一）在國共內戰中，以整編第十一師（1.1萬人）縱橫中原戰場，劉伯承、陳毅等解放军皆未能占得胡上風。1946年10月初，在魯西鉅野、金鄉、城武、菏泽市四縣邊區，與劉伯承親率陳錫聯、楊勇、韋杰等3個縱隊27個團，整整打了10天，解放軍傷亡2.1萬餘人被俘3,000人，無力續攻，脫離戰場而去。:4
1947年孟良崮戰役中，整編第十一師试图救援張靈甫部不成，張靈甫部被解放军全歼。在山東南麻戰役，陳毅華東野戰軍没有达成作战目标，鎩羽而去，此役被中華民國國防部列為24個經典戰役之一。胡璉回憶在沂蒙山區作戰時親眼見到“（解放軍）驅使老百姓帶兩手榴彈來衝鋒”等到國軍打到手軟時方派上正規軍。第十八軍新編第二十一旅旅長范任曾說：「他在匪豫鄂邊區司令員魏鳳樓的老巢中蒐獲的文件中，有一份毛澤東親筆發下的通告：『十八軍胡璉，狡如狐，猛如虎，宜趨避之，以保實力，待機取勝。』」。解放軍在淮海戰役（中華民國方面稱徐蚌會戰）前，不再與胡璉部正面交手。11月21日，蔣致胡函指示機宜。

#### 徐蚌會戰
在國共主力決戰前，整編第十一師恢復為第十八軍，再擴編為第十二兵團。之後黃維擔任兵團司令官，胡璉為副司令官。徐蚌會戰爆發前，胡因父喪丁憂，暫離軍職。
1948年12月15日，第十二兵團在双堆集战役中被全殲。除胡璉、尹俊、王靖之等少數人外，兵團司令官黃維、第十八軍軍長楊伯濤被俘。突圍計畫是第十八軍向雙堆集西北、第十軍向東北、兵團部長官乘戰車隨同第十一師向正西衝出重圍，突圍時間定於黃昏。下午五時多，黃、胡璉二人，同時各自登車。胡璉與戰一團戰二營連長甘義三、副連長周名琴等官兵數人共乘一車（這部戰車為戰二營突圍指揮車，僅此車有突圍路線地圖及資料）。胡璉於開啟砲塔門進入車內之頃，背部中流彈，解放軍追來，槍、砲射擊，手榴彈爆炸，胡璉受重傷。:119直到距離蒙城大約二十多公里路上，已無解放軍蹤跡，才停下來整頓。同車官兵因為地形生疏，戰車夜間越野，顧慮很多，都有躊躇不前之意。胡璉睹狀下車，仰望星斗良久，即對駕駛員說：越野南下，我利用星斗方位，在車上保持方向。此言一出，大家的信心陡增，戰車即駛離公路。
1948年12月16日晨，胡璉到會流集。後遇到第十二兵團未被包圍的第十八軍騎兵團及第十八軍第四十九師，適時前來接應，轉往上海就醫。:119

#### 整訓舊部
1949年1月，在上海虹口天主教醫院施手術，一共取出大小彈片32粒之多，有幾處受傷部位離肺部僅有一紙之隔。:126是月上旬，胡璉在上海住院養傷，奉蔣電召入南京謁見，蒙示「迅速整訓舊部，以備續為國用」。:256當即面報：「戰事演進到長江流域後，山川形勢，將限制大兵團的活動。」:256蔣頷首並予嘉許。:256蔣在局勢艱難，日理萬機之時，召見一個負傷住院之胡璉，且手令其任命，撥發其裝備；厥後又鼓舞胡之鬥志，確定胡之任務，並准許陳誠動用第十二兵團。:277不久，某高級軍事當局告訴胡璉：蔣在引退離開南京前，曾手令國防部「予胡璉以名義，配屬三個軍，並於新到的美援武器中，撥足上述三個軍的裝備。」:256國防部旋即任命胡為第二編練司令部司令官，轄第十軍、第十八軍及第六十七軍；以後俞濟時隨侍蔣於奉化，在解放軍渡江前，曾屢次致函詢問胡璉軍隊編練情形。:256-257
華中剿匪總司令部某最高長官（白崇禧），親筆函謂將負責為胡璉補充且裝備3個軍，並請任命胡璉為兵團司令，又謂駐地以咸寧、蒲圻為妥；當時劉景蓉在座，當以來函示之，並悠然自語：疾風知勁草，板蕩識忠臣。:279劉問胡璉如何答覆，胡璉撕其函而投諸火，笑著對劉說：「黃埔子弟，豈有朝秦暮楚者耶？」:279不理亦不覆。:279
劉玉章為京滬杭警備當局（湯恩伯）所倚重，胡璉請劉介紹引見；迨談至胡璉願留在前線，「為保衛京滬而盡力……」。:258該當局即大聲說：「你應到後方休息，至少六個月……。」:258適逢胡適來訪，胡璉乃興辭而出。:2582月中，該當局召集若干整補部隊長會議於杭州，且指定胡璉之司令部與衢州綏靖公署（按京滬杭警備當局兼任衢州綏靖公署主任）共處一地；胡璉決定第二訓練司令部所轄第十軍及第十八軍收容地為江山，至月底，共得8,000餘人。:258在上饒附近之第六十七軍，亦有番號而人員不足。:2583月初，胡璉適奉國防部「第二編練司令部應綏靖贛、浙、閩三省邊區，以防共匪潛入滲透」之命；胡璉乃請准衢州綏靖公署，移司令部於江西南城。:258

#### 重建第十二兵團
1949年5月，國防部已由南京移駐廣州，命令胡璉部恢復第十二兵團番號縮編為第十軍及第十八兩軍，迅即加入戰鬥序列，拒止敵解放軍於南豐以北；胡部被服缺乏，械彈無著，新集之兵，尚未訓練，逃散回鄉，不無可慮。:261胡乃以第六十七軍與第十軍合編為第十軍，軍長劉廉一，轄第十八師師長尹俊，第六十七師師長何世統，第七十五師師長王靖之，另兩個獨立團；第十八軍，軍長高魁元，轄第十一師師長劉鼎漢（在浙江南部），第十四師師長羅錫疇，第一一八師師長李樹蘭。:261胡部裁減1個軍；編入華中剿匪總司令部戰鬥序列。:142
是月底，第二編練司令部改為第十二兵團，胡璉奉召晉見蔣於台灣高雄，垂詢兵團狀況後，面示「應肅清閩粵叛變團隊，打通後方補給地之潮汕，並準備保衛台灣」。:257胡面報蔣說：「鈞座引退，三軍無主，人心惶惶，統御為難。」:257蔣表示：「我絕不放棄對中國革命所負的責任」。:257胡聽後極為欣奮，又對蔣說：「是則本軍必可再戰再勝。」:257回部隊後，胡迅即以此意遍告官兵，歡聲雷動，士氣高昂。:257胡立即前往廣州，面報參謀總長顧祝同以所受之任務。:261-262胡返防後，恰值軍官團輪流訓練完畢，士兵經一個多月操課，軍人儀容亦成；胡乃從事閩西粵東叛變團隊之清剿，逐漸控制潮汕為後方補充通路。:262不出一個月，胡便平定閩西粵東之叛亂。:257
1949年6月底，第十二兵團侷促於廣昌、石城間，胡璉僅有黃金10條，乃召集軍、師長面分之，各得其一，其餘3條送眷屬到廈門，再轉台灣；各部隊每人每日由縣府供應銅板5枚，作為菜金，但操課不輟，毫無怨言，亦無他念。:279
1949年7月，經過半年重整，重建第十二兵團，根据胡璉“纵深防御、移动防御”原则开始大规模战略转移，从江西分兵两路南下，成功摆脱解放軍南下大军围歼第十二兵团战略企图，于7月14日进入广东兴宁，在石马镇稍事休整，接着进入梅县，7月14日亦是中共中央军委关于围歼胡密令电报发出第一天。7月15日正午，胡曾在辛亥革命元老、同盟会嘉应州主盟人何子渊故居光裕庐“还我河山”巨幅拓片前誓师并坐镇指挥，后因电话线路多次遭游击队破坏，而匆忙离开石马。華中剿匪總司令部某最高長官（白）欲到第十二兵團視察部隊；胡當告以「此間幹部均悉總統引退，由於內在一種壓迫，極感憤慨，深恐約束不住，對長官有不敬事件發生。」:279時正混亂，該長官遂終止其行。:279第十二兵團正將從事掃蕩叛變時，忽接會昌電報局轉來吳奇偉一封電報，謂事不可為，勸胡向解放軍投降，並指定電台呼號；有人向胡招降，此尚屬首次，胡乃令僚屬覆電給他說：「蒼髯老賊，皓首匹夫，降匪媚仇，廉恥何在？生為國民黨黨員，死為國民黨黨魂……」:279按抗日作戰時，吳曾仕江防司令，第十八軍曾幾度歸其指揮，此時胡乃憶及1937年1月蘇北宿遷剿中國共產黨往事，國軍第六十九師（師長戴子奇）受攻擊，吳在宿遷任指揮所主任，曾數令胡勿救第六十九師，撤回宿遷。:279蓋吳在那時或已通中國共產黨賣中華民國，實為當時所始料所不及。:279－280

### 臺灣時期

#### 接防金門

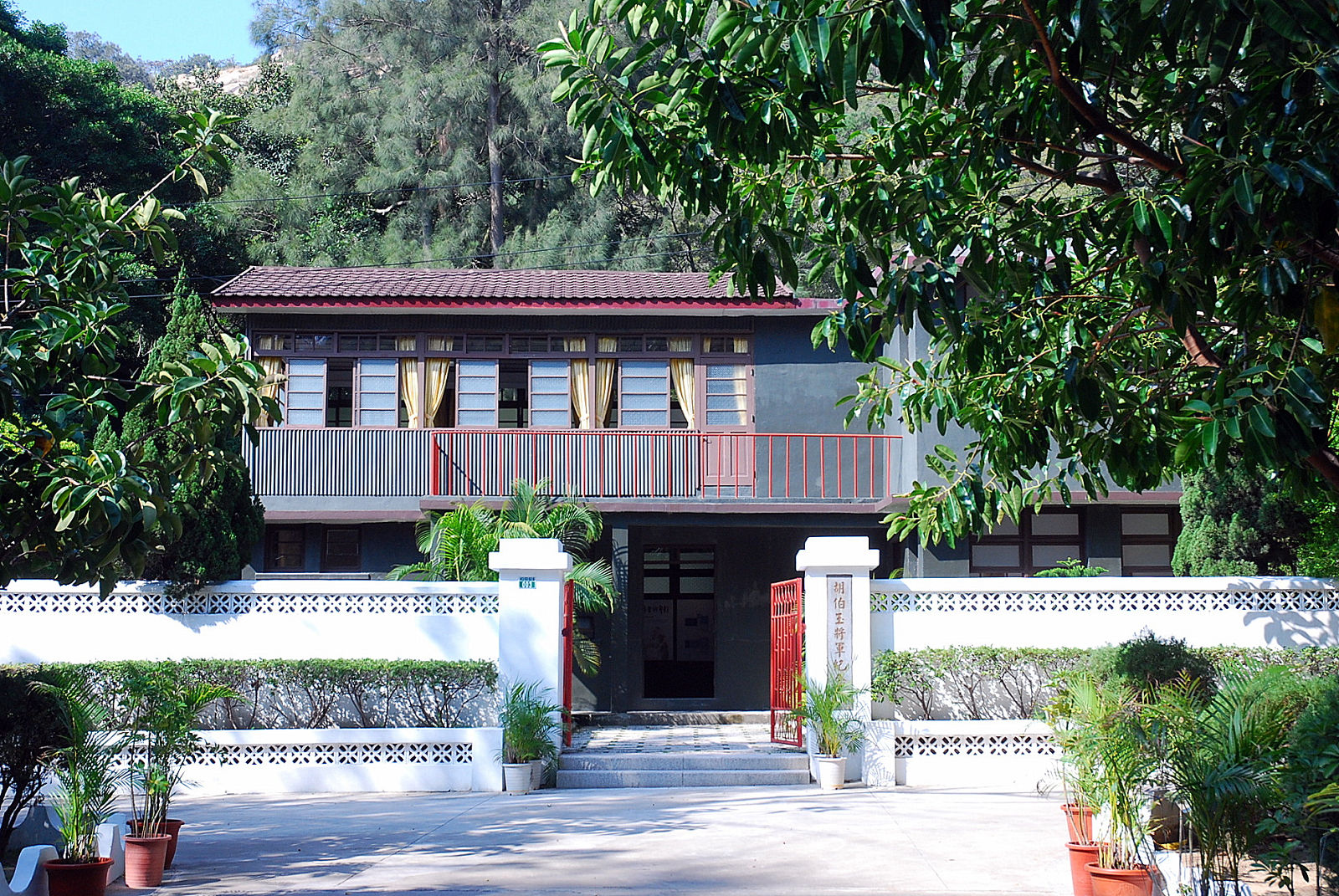
胡璉金門故居，現為胡伯玉將軍紀念館，於擎天營區明德公園旁
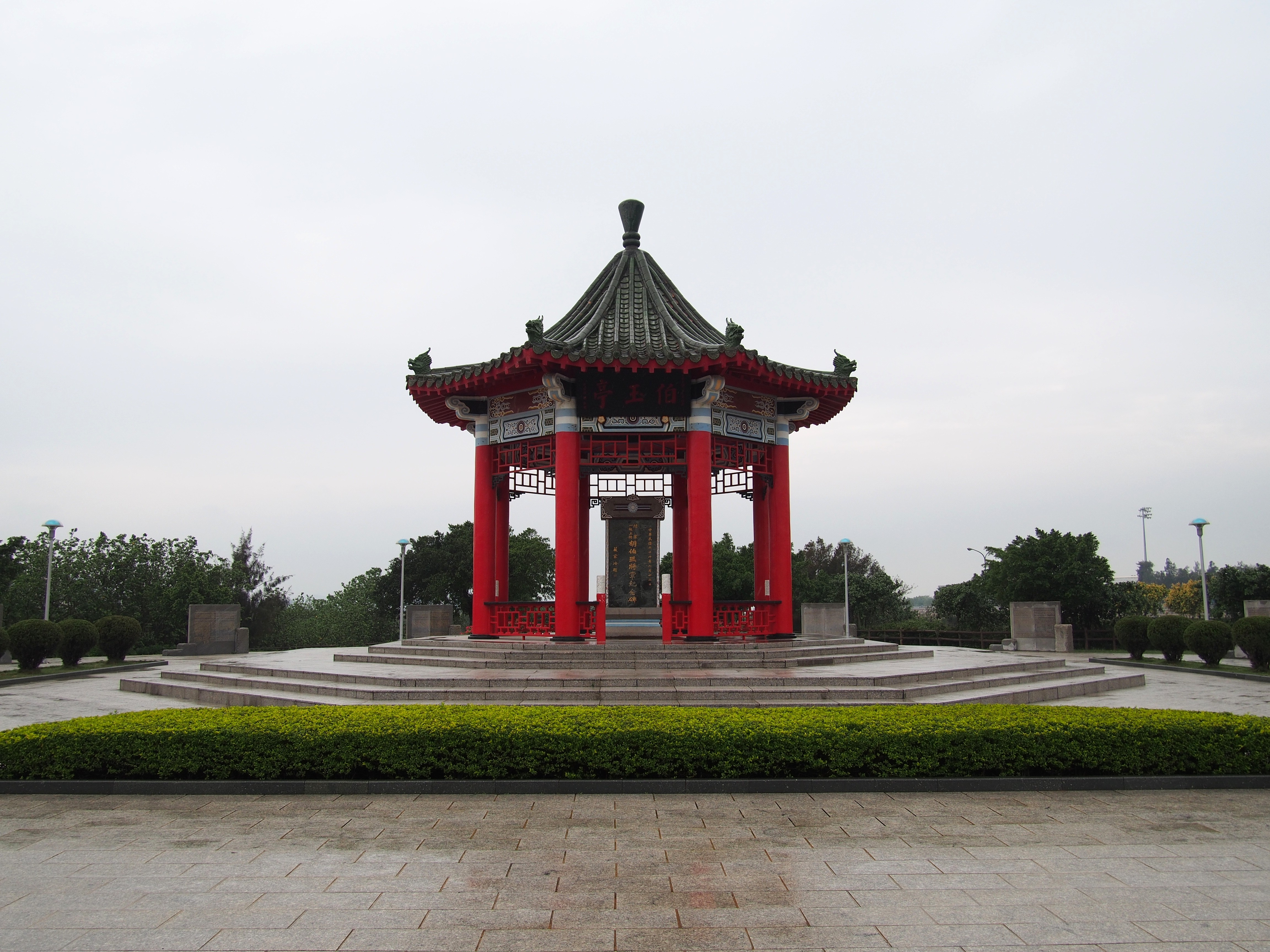
胡伯玉將軍紀念碑

1949年9月初，胡璉撤往潮汕。第十八軍第十四師守備長汀、連城、瑞金、會昌，第十一師由閩東經台北到普寧、揭陽，第一一八師亦集結汕頭附近；第十軍則在梅縣、興寧間。:264
9月中旬，福建、江西前線形勢大變；胡璉原在南豐前線之兩個獨立團，亦被迫南撤。:2649月底，第十二兵團司令部與江西省政府主席方天部保安團，會合於梅縣、潮州間；為強化陣容，嚴整隊伍，因方天之授權，胡乃從事部隊之再編組。:264同時由南豐及南平方面南犯之解放軍，亦止於會昌及長汀。:264
第十二兵團再度整編：第十八軍軍長高魁元，轄第十一師師長劉鼎漢、第四十三師師長鮑步超、第一一八師師長李樹蘭；第十九軍軍長劉雲瀚，轄第十三師師長吳垂昆、第十四師師長羅錫疇、第十八師師長尹俊；第六十七軍軍長劉廉一，轄第五十六師師長沈莊宇、第六十七師師長何世統、第七十五師師長汪光堯:265。
此時第十二兵團名義上隸屬於薛岳之右翼方天總指揮之統轄，但實際上已處於十分機動之狀況中；9月底，羅卓英啣陳誠之命，來調軍隊。:265胡璉幾經籌思，終以「第十二兵團在國防部的補給名單上，僅兩個軍，今我實有三個軍，以其中之一軍，調防金門，似無問題」為定論。:266羅卓英又問將調何軍？胡璉說：「當然十八軍！」羅卓英大喜。:266胡璉回台不久，船到汕頭，時正10月初旬，高魁元率其第十八軍迅赴金門；此在當時之金、廈，實乃一件大事。:266胡璉曾以第十八軍轄下之一師，遊行街頭，鼓舞守軍士氣，兼以安定民心。:266
1949年10月，在台灣之東南軍政長官公署，正式明令第十二兵團歸胡璉指揮，並即向舟山群島增援，胡璉於此遂解除任務遂行之困擾；第六十七軍劉廉一部為第一船團，即向舟山航行，第十二兵團部將率第十九軍劉雲瀚部為第二船團，繼續發航，為時當在10月18日以後。:267胡璉逕去台灣，面請指示；東南軍政長官公署，對舟山群島已有重新部署，郭懺受命為前進指揮所主任，統轄原駐舟山之第七十五軍、第八十七軍及第十二兵團。:267
1949年10月18日，胡璉在台北，上午晉謁東南軍政副長官林蔚於其辦公室，林蔚正與廈門電信局長通話，胡璉在側，得悉該局長云：「匪軍已進入市區，我軍終止抵抗，爾後已無機會與副長官聯絡，謹此叩別……。」:268林蔚乃一忠誠沉毅之長官，此時之面色表情，令胡璉不勝對其敬仰與同情之忱。:268不二日，陳誠面示胡璉：軍事及人事部署已有變更，令胡璉以第十二兵團司令官及福建省政府主席名義率領所部第十八軍、第十九軍，接任金门防務，湯恩伯及李良榮兩將軍調回台灣。:268正在海峽中行進之第二船團，已令駛赴金門。:268並派東南軍政公署副長官羅卓英同去防地，佈達命令，監督交接。:26810月24日夜，胡由基隆登上運送軍品之民裕輪，前往金門，擔任新任務。:268第一船團之劉廉一軍，則照原定目標，增援舟山。:268第十二兵團遂在古寧頭戰役中，發揮重大成效。

#### 古寧頭戰役
1949年10月25日黃昏，民裕輪抵達金門南之料羅灣，第十二兵團部派員接胡璉等上岸。:268
1949年10月26日上午十時，胡璉到達大、小金門間之水頭。:268上午十一時，東南軍政長官公署副長官羅卓英偕第十二兵團司令官胡璉抵水頭村，晤湯恩伯後，旋即赴湖南高地，將部署略為調整。:177到湯恩伯指揮所，午餐在棹，胡璉立即電話正在前線指揮作戰之高魁元，詢問目前狀況，並先向他道賀：「恭喜大捷，是否已清掃戰場完畢？」:268高以低沉聲音答說：:268「戰事仍在激烈進行中，形勢相當嚴重，即派車迎司令官來。」:269胡璉聽此話，突覺千鈞在肩，湯恩伯、羅卓英所談何事，竟無所聞。:269車到即行，不消20分鐘已到湖南高地前線，急問狀況，始知國軍克復安岐，正向林厝進迫中。:269當以責任所在，並未顧慮形式上之交接，迅即實施指揮權，告訴高、劉兩軍長，通電前後，前方士氣大振。:269尤以裝甲旅之戰車營為甚，紛紛要求與胡璉通話。:269黃昏入暮，各團合圍，解放軍遁入古寧頭村內。:269此際胡璉始回顧，但見第二十二兵團司令官李良榮，第二十五軍軍長沈向奎、湯恩伯日本籍顧問根本博等，都在此處。:269
胡璉部下高魁元指揮第十八軍，成功擊败登陸之解放軍。
戰後在陽明山官邸，蔣對胡璉之成就，面賜嘉勉說：「你能如此，我殊欣慰！」:277
1949年12月1日，第十二兵團就地改組為金門防衛司令部，胡璉為第一任司令官。12月4日，代總統李宗仁任命胡璉為福建省政府委員兼主席。

#### 八二三砲戰

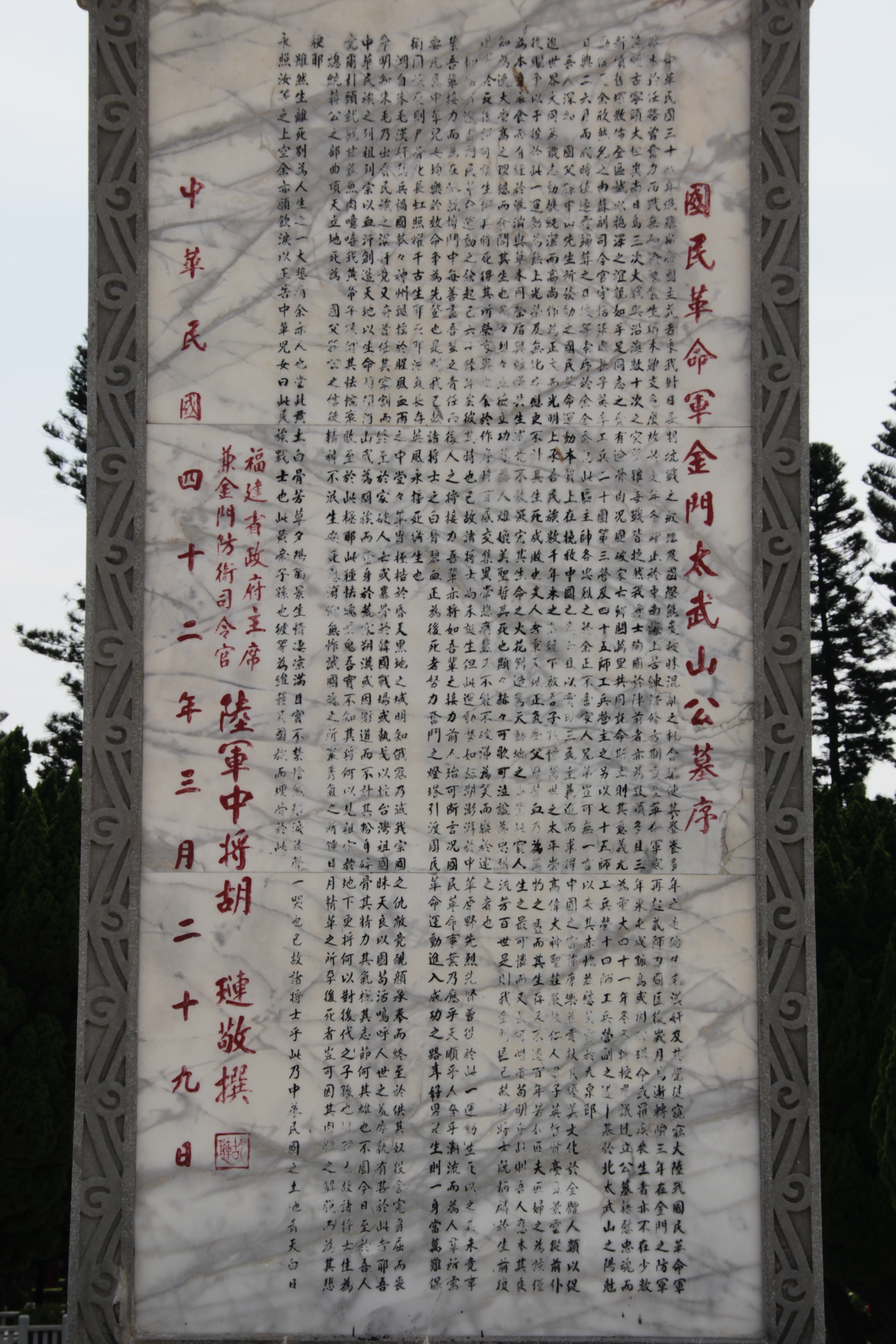
1953年3月29日，胡璉撰〈國民革命軍金門太武山公墓序〉

1952年10月，胡晉升陸軍二級上將。1954年6月，來臺任陸軍第一軍團司令，金門防衛司令部司令由劉玉章接任。
1953年，胡璉興辦九龍江酒廠，任命經營私釀高粱酒廠的葉華成為該酒廠的技術員，九龍江酒廠即今日金門酒廠之前身。
1957年7月，胡璉回任金門防衛司令部司令。胡璉第二次到金門主持防務。:190胡璉認為金門孤懸海上，蕞爾小島，一場大戰，必然是硬碰硬之死力拚鬥。:191
1958年金門砲戰，胡璉险些殒命。

#### 陸軍副總司令
砲戰後青光眼發病，金門防衛司令部司令官由副司令劉鼎漢少將暫代，胡璉赴德國醫病治癒，層峰提供中华民国国防部参谋次长、陸軍副總司令二職讓胡挑選。
1958年10月31日，胡璉接任陸軍副總司令。11月16日，金門防衛司令部司令官由劉安祺接任。时金门驻军达历年最高纪录超越13万兵

#### 福建省政府主席
胡璉為人不喜逢迎，據記載在金門防衛司令部司令官、福建省政府主席任內，時任行政院政務委員蔣經國曾前來視察，胡未到機場迎接。蔣經國曾寫親筆信給胡璉：
| 「伯玉吾兄大鑒： 金門握別忽已一週，無時不在想念之中。昨日在中央常會報告金門之近況，弟曾提及 兄之鎮定與堅強領導精神，必能克服艱危爭得光榮之勝利。家父對 兄最近之來信至為重視，與美太平洋總司令談話時引證 兄在信中所提供之重要意見以作參考至於 兄在來書中所提供之重要意見以作參考 兄在來書中所提有關供應問題恉已由家父分交各單位從速辦理矣 ……望能再有機會前來與 兄面談一切中秋在即遙賀佳節敬祝 健康勝利 弟經國敬手上 九月廿四日」 |

1961年，劉安祺接任陸軍總司令。1965年8月，高魁元接任陸軍總司令。除胡璉以外，前後上下的人都當上總司令。

#### 駐越南共和國大使
1964年，美軍開始進入越南，越南戰爭面臨重要轉捩關頭:243。政府為肆應亞太地區情勢演變，亟謀加強中越邦交，從而在全盤外交上有所策進。:243國府權衡至當，特任胡璉為駐越南全權大使，賦予他無比重大之使命:243。11月，胡璉到達西貢，1972年12月因病辭職，駐越共達8年之久。:243中華民國駐越南共和國大使館位於西貢咸宜大道（Hàm Nghi Boulevard）與巴斯德街（Pasteur Street）路口。
1967年5月19日上午10時30分，有2名匪徒混入使館，他們將爆裂物安放於胡璉二樓辦公室下面，一時轟然巨響，大使館樓板全部震塌:250。大使館建築物一樓全毀，胡璉幸免於難。大使館也因而由榮工處另建新館於徵女王街。
1972年秋天，胡因公回國，患病留醫，不久辭職，未返任所。:253

#### 晉升一級上將
1972年12月調中華民國總統府戰略顧問，終於晉升為中華民國陸軍一級上將。
1974年，在立法院第五十四會期開議時，蔣經國所作施政報告口頭補充說明，文中曾說：「金門古寧頭戰役，我們把共匪登陸的部隊都消滅了的那一日，經國從金門到台北，報告總統說：『金門古寧頭大捷了，這一次我們全勝了！』總統說：『這是我們革命轉敗為勝的開始，是我們第一次把共匪的軍隊打得全軍覆沒。』」:256
1975年2月11日，蔣經國到金門舊地重遊，「深懷伯玉」:15。
自出使越南任滿回國以後，即致力於研讀典籍，且對往事深切省察。:255用冀增益學養，洞悉得失。:255輒擬撰述各事始末與所悉經緯，作為研究現代史資料。:255胡素喜讀史，脫下軍服後，於1974年進入臺灣大學歷史系研究所旁聽，結識史學家李守孔，成為晚年好友。

#### 逝世
1977年6月22日，胡璉因心肌梗塞去世於台北，享年71。逝世後，家屬親友遵從其遺囑，將遺體火化，海葬於大、小金門間水頭灣海水域中。:87月，中國國民黨中央委員會褒揚狀稱：「本黨中央委員胡璉……保衛金門古寧頭……戰績彪炳……」9月21日，總統嚴家淦頒發褒揚令：「陸軍一級上將胡璉……督戰古寧頭，一舉殲滅來犯……」:167蔣經國巡視金門時，裁定建立一座「伯玉亭」於金城鎮，以為永久紀念。:8－91978年6月22日，俞大維撰、黃寫「胡伯玉將軍紀念碑記」豎立於「伯玉亭」。:167

## 荣誉
- 四等宝鼎勋章（1945年10月31日批准[16]）

## 家庭
- 元配吳秀娃：1925年嫁給18歲的胡，婚後當年，吳秀娃鼎力資助胡報考黃埔軍校。之後，吳秀娃未見于史料[17]

- 續娶曾廣瑜：曾廣瑜是江西贛南米商地大千金[18]，婚後生下3子1女。
- 側室曾廣仙（據傳）：相傳後來胡又與曾廣瑜堂妹曾廣仙結合生下4女[19]。共有3子5女。

- 兒子：胡之光、胡之輝、胡之耀
- 女兒：胡之冰、胡之玉、胡之潔、胡之玲、胡之清

## 著作
- 《泛述古寧頭之戰》
- 《金門憶舊》
- 《出使越南記》

## 軼事

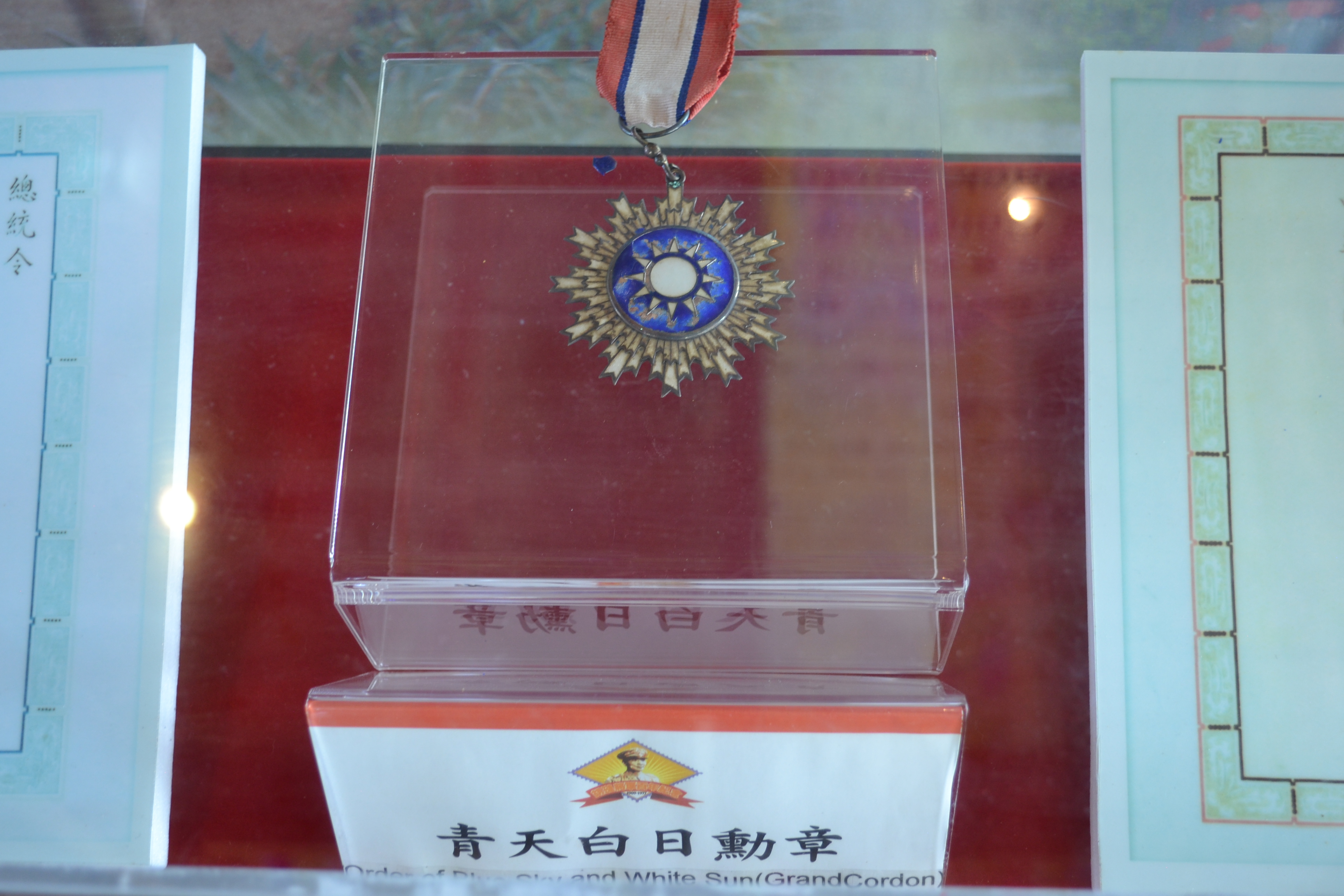
金门县莒光楼展示的胡琏將軍所获得的青天白日勋章，摄于2011年10月22日

### 莒光樓勳章遭竊事件
所獲青天白日勳章於2012年5月4日自金門莒光樓展示時被盜，經調閱監視器及X光機影像後鎖定中國黑龍江省喬姓觀光客。中國北京公安在7日於廈門往哈爾濱火車上逮捕，後於31日交由中華民國刑事局帶回。

### 金門九龍酒廠
1961年胡琏在金防部任內，令建九龍酒廠，並囑咐金門人廣植高粱，酒廠予以收購，釀成名釀金門高粱行銷於世。